# 東郷茂徳
- 東郷茂德[1]

東郷 茂徳（とうごう しげのり、1882年〈明治15年〉12月10日 - 1950年〈昭和25年〉7月23日）は、日本の外交官、政治家。
東條内閣で外務大臣と拓務大臣、鈴木貫太郎内閣で外務大臣と大東亜大臣を務め、太平洋戦争開戦時および終戦時の外務大臣であった。この他、欧亜局長や駐ドイツ大使および駐ソ連大使を歴任。

## 略歴

### 生い立ち
萩原延壽『東郷茂徳 伝記と解説』によれば、茂徳は1882年12月10日に「朴茂徳」として鹿児島県日置郡苗代川村（現在の日置市東市来町美山）で生まれた。苗代川は、豊臣秀吉の文禄・慶長の役の際に捕虜になり島津義弘の帰国に同行させられた朝鮮人陶工の一部が、薩摩藩によって集められて形成された集落であった。薩摩藩は苗代川の住民に対して、朝鮮の風俗を保持すること、日本名の使用禁止、他所との通婚の規制を命じる一方、他所の人間からの「乱暴狼藉」に対しては厳罰を課すなど、保護・統制が一体化した政策を取った。苗代川の住民の多くは「郷士」よりも下の地位に位置づけられたが、前記の保護ともあわせて手厚く遇された。しかし、明治維新後の壬申戸籍では「平民」とされ、1880年には苗代川の男子364人の連名で「士籍編入之願」が鹿児島県庁に提出された。この364人の中には、祖父・朴伊駒も名を連ねていた。しかし、士族への編入は1885年の最後の請願まで却下され続けた。その翌年にあたる1886年、朴家は東郷を名乗る士族の家禄を購入してその戸籍に入り、9月6日付で当時満4歳まであと3ヶ月だった茂徳は「東郷茂徳」となった。なお、鹿児島では「東郷」姓はありふれたもので、朴家が入籍した東郷家は東郷平八郎とは無関係である。茂徳の父・壽勝は陶工ではなかったものの、雇った陶工の作った作品を横浜の外国人など県外に向けて販売し、財を築いたという。
鹿児島県尋常中学校（現・鹿児島県立鶴丸高等学校）から1901年9月に、新設されたばかりの旧制第七高等学校造士館（現・鹿児島大学）に進学。ちなみに同じ鈴木内閣の農相だった石黒忠篤とは高校時代以来の親友だった。そこに赴任していた片山正雄に師事したことがきっかけで、東郷はドイツ文学への理解を深めていった。これに前後して、2年生の時に父の強い反対を押し切り、文科大学志望を明確にした。1904年9月、東郷は東京帝国大学文科大学独逸文学科に進学し、また東郷の師の片山も学習院大学教授として赴任。片山は、自らの師でドイツ文学者の登張信一郎を東郷に紹介し、3人で「三代会」を結成した。
1905年（明治38年）5月、大学の文芸雑誌『帝国文学』臨時増刊第二「シルレル記念号」に、フリードリヒ・フォン・シラー作『戯曲マリア・スチュアルト』（マリア・スチュアルトはスコットランド女王メアリー・ステュアートのこと）を題材とした文芸批評が掲載された。これは東郷の唯一の文芸批評である。また、翌年1月に片山が著した『男女と天才』に登張とともに序文を寄せ、この時に初めて「青楓」の雅号を用いている。東大時代の前半は登張の影響でドイツ文学者を志していた。

### 二度のドイツ赴任
1908年7月、東京帝大文科大学独文科を卒業。病気療養を理由に休学したため卒業まで通常より1年多く要し、卒業時は小宮豊隆と同期であったが、東郷は後年会った際に小宮を知らなかったという。卒業に際しては母校の七高から来たドイツ語教授招聘の話を断り、明治大学のドイツ語講師を務めたりしたのち、1912年（大正元年）に外交官及領事官試験に3度目の受験で合格し、外務省に入省した。同期に天羽英二（元内閣情報局総裁）。
1919年（大正8年） - 1921年（大正10年）に対独使節団の一員としてベルリンに東郷が赴任した。このときドイツは、第一次世界大戦敗戦後に成立したワイマール共和国下での、カップ一揆が勃発するなどの混乱期にあったが、日独関係は比較的安定した状態にあった。また、東郷はこの赴任時に新聞記者であったユダヤ系ドイツ人エディ・ド・ラロンド（建築家ゲオルグ・デ・ラランデの未亡人、旧姓ピチュケ Pitsschke）と出会い、恋仲となる。ゲーテのロマン詩集が取り持つ縁だったという。ドイツから帰国後、反対する両親を説得して、1922年帝国ホテルで挙式した。
1937年（昭和12年） - 1938年（昭和13年）に駐独大使となったが、この際にはナチスが勃興しており、状況は一変していた。対外的にはオーストリア、チェコスロバキアなどへ侵攻しつつある状態にあり、ドイツ国内的にはベルリンのシナゴーグがナチスによって焼き討ちされるなど、ユダヤ人迫害が顕在化しつつあった。元々ドイツ文学に傾倒し、ドイツ文化に深い理解があった東郷はナチスへの嫌悪を感じざるを得ず、ナチスと手を結びたい陸軍の意向を受けていたベルリン駐在陸軍武官大島浩や、日本と手を結びたいナチスの外交担当ヨアヒム・フォン・リッベントロップと対立し、駐独大使を罷免される。

### 日ソ中立条約の交渉
1938年（昭和13年）に東郷は駐ソ大使として赴任した。それ以前の状況としては、1936年（昭和11年）に締結された防共協定の影響で日ソ関係は悪化しており、前任の重光葵が駐ソ大使として赴任している間ついに好転することはなかった。その後、東郷と対するヴャチェスラフ・モロトフソビエト外相とは、日ソ漁業協商やノモンハン事件勃発後の交渉を通じていくうちに互いを認めあう関係が構築され、東郷は「日本の国益を熱心に主張した外交官」として高く評価された。こうした状況の好転を踏まえ、東郷は悪化するアメリカとの関係改善、および泥沼化する日中戦争（支那事変）の打開のため、日本側はソビエトの蔣介石政権への援助停止、ロシア側は日本側の北樺太権益の放棄を条件とした日ソ中立条約の交渉が開始され、ほぼまとまりつつあった。
しかし、第2次近衛内閣が成立し、松岡洋右が外務大臣となると、北樺太の権益放棄に反対する陸軍の意向を受け、東郷には帰朝命令が出されてしまう。松岡は暗に東郷の外務省退職を求めるが、東郷は逆に懲戒免職を求めて相手にしなかった。
なお、その後に松岡が締結した日ソ中立条約は、日独伊三国同盟が成立していたこと、北部仏印進駐によってアメリカの対日経済制裁が強まってしまっていたこと、ソ連とナチス・ドイツとの関係が悪化したことなどによって、当初東郷が意図していたようなアメリカとの関係改善には繋がらなかった。結果としてソ連がナチス・ドイツの侵攻に備えるための意味と日本の大陸での南進への間接的な援護との意味しか持たないものとなった。加えて、日本側の北樺太権益の放棄もない代わりに、ソ連側の蔣介石政権への援助停止も盛り込まれない内容となったことにより、東郷には不満が残る結果となった。
外相経験もある元老西園寺公望は、東郷が松岡によって駐ソ連大使を更迭され外務省から追われそうだとの風説を自らの死の床にて聞き及び、深く慨嘆したと言われている。

### 開戦回避交渉
1941年（昭和16年）10月、東條内閣に外務大臣として入閣する。一説では、大命降下を受けた東條はもともとは対米強硬派であったが、昭和天皇から直接、対米参戦回避に尽くすよう告げられてただちに態度を改め、対米協調派の東郷を外相に起用したとされる。外務省における東郷は職業外交官としての手腕には定評があったが、主流派とは言えず、打ち解けない性格から省内人脈も少なかった。外相に就任した東郷は次官に西春彦、アメリカ局長に山本熊一（東亜局長兼任）、アメリカ課長に加瀬俊一（としかず）を迎えて対米交渉の布陣とし、また分裂する省内を引き締めるために枢軸派の大使1名に辞表提出を求め、その他課長2名・事務官1名を休職として統制を回復した。東郷も天皇と東條の意を受けて日米開戦を避ける交渉を開始した。まず北支・満州・海南島は5年、その他地域は2年以内の撤兵という妥協案「甲案」を提出するが、陸軍の強硬な反対と、アメリカ側の強硬な態度から、交渉妥結は期待できなかった。
このため、幣原喜重郎が立案し、吉田茂と東郷が修正を加えた案「乙案」が提出された。内容としては、事態を在米資産凍結以前に戻す事を目的とし、日本側の南部仏印からの撤退、アメリカ側の石油対日供給の約束、を条件としていたが、中国問題に触れていなかった事から統帥部が「アメリカ政府は日中和平に関する努力をし、中国問題に干渉しない」を条件として加え、来栖三郎特使、野村吉三郎駐米大使を通じて、アメリカのコーデル・ハル国務長官へ提示された。
その後アメリカ側から提示されたハル・ノートによって、東郷は全文を読み終えた途端「目も暗むばかり失望に撃たれた」と述べたという。東郷は、開戦を避けることができなくなったと考えてハル・ノートを「最後通牒」であると上奏、御前会議の決定によって太平洋戦争開戦となった。実際には、ハル・ノート自体には、最後通告であることは何ら書かれていなかったばかりか、試案であり（今後の交渉内容を）拘束するものでないとまで書かれていたが、戦後の東京裁判で東郷は自身の弁護において、このハル・ノートの条件では日本が自殺するか戦争するしかないと考えたとしている。これが、管見の限り、公に出て来た「ハル・ノート＝米国の最後通牒」説の最初のものとなっている。
吉田茂は東郷に辞職を迫ったが、今回の開戦は自分が外交の責任者として行った交渉の結果であり、他者に開戦詔書の副署をさせるのは無責任だと考えたこと、自分が辞任しても親軍派の新外相が任命されてしまうだけだと考えてこれを拒み、早期の講和実現に全力を注ぐことになった。

### 真珠湾攻撃へ

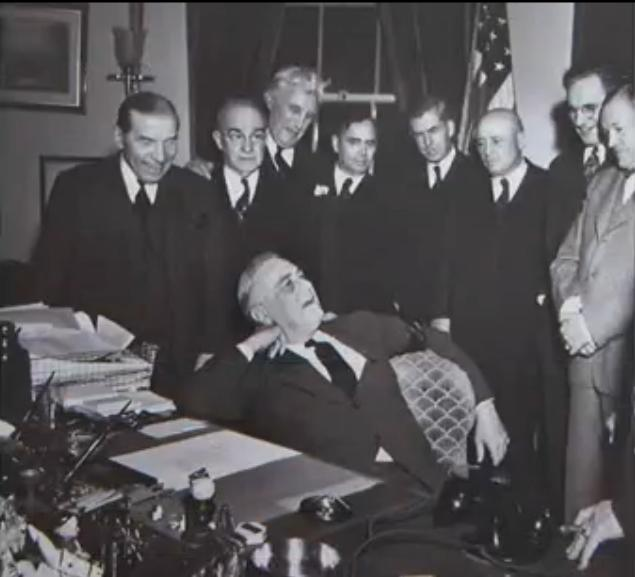
日本との戦争宣言に調印を終え微笑む フランクリン・ルーズベルト大統領と幕僚達

1941年（昭和16年）12月1日の御前会議において、戦後、国際検事局の尋問に対し東條英機が語ったところによれば昭和天皇から東條英機総理大臣に対し、「最終通告の手交前に攻撃開始の起こらぬように気をつけよ」との注意があったという。また、野村吉三郎駐米大使からも11月27日付発電で、「交渉打ち切りの意思表示をしないと、逆宣伝に利用される可能性があり、大国としての信義にも関わる」との意見具申があった。
このため東郷は、永野修身軍令部総長、伊藤整一軍令部次長ら、交渉を戦闘開始まで打ち切らない方針だった海軍側との交渉を開始。山本五十六連合艦隊司令長官も上京し「無通告攻撃には絶対に反対」と表明したともされ、海軍側も事前通告に同意し、ワシントン時間7日午後1時（日本時間8日午前3時）に通告、ワシントン時間7日午後1時20分攻撃、とする事が決定した。しかし、実際の交付は当初予定より1時間20分遅れたワシントン時間7日午後2時20分通告（真珠湾攻撃開始1時間後）となった（日本側の通説では駐ワシントン日本大使館の事務上の不手際が原因とするが、異説も存在する）。また一方、これらの日本側の状況をアメリカ側の首脳陣は「マジック」と呼ばれる暗号解読によって外交通電内容（妥結見込み無しと判断したことの通告）をほぼ把握していたが、アメリカ各地へ事態を知らせる警告は、至急手段をとらずに行われていた。
ただし、このときに日本が実際にアメリカに手交した「帝国政府ノ対米通牒覚書」は、宣戦布告の通牒でも何らかの最終通告でもない（→真珠湾攻撃#「帝国政府ノ対米通牒覚書」と宣戦布告）。しかし、後の東京裁判で東郷は自身の弁明のために、自分の意見としてはこの通告は宣戦布告と同様に考えているとした。公になったものとしては、この東京裁判における東郷の言説が、「日本は宣戦布告を開戦前にするはずであったが、手違いで通告が遅れた」とする主張の最初のものとなっている。
開戦直前まで日米交渉を継続したことが、アメリカ側からは開戦をごまかす「卑劣極まりないだまし討ち」として、終戦後に東郷が極東国際軍事裁判で起訴される要因の一つとなった。もともと東郷は国際検事局の尋問に海軍は無通告で攻撃するよう働きかけていたことを語っていたが、これについて、法廷で外務省の責任ではないかとするブラナン弁護人（海軍永野修身の弁護人）の東郷に対する執拗な尋問が続くうちに苛立ち、海軍の永野と嶋田がこれについて話せばためにならないと自分を脅していたことを暴露した。嶋田は言った事実は認めたものの、これは文字通り東郷の身を心配して言ったものだと主張した。
東郷は開戦後も「早期講和」の機会を探るために外務大臣を留任したが、翌年の大東亜省設置問題を巡って東條首相と対立して辞任した。外務省と別箇に大東亜省を設置する事で、日本がアジア諸国を自国の植民地と同じように扱っていると内外から見られる事を危惧したことや「早期講和」に消極的な東條内閣に対する一種の倒閣運動だったと見られる。

### 終戦交渉
1944年（昭和19年）7月9日のサイパン島陥落にともない、日本の敗戦が不可避だということを悟り、世界の敗戦史の研究を始めた。獄中で認めた手記『時代の一面』には「日本の天皇制は如何なる場合にも擁護しなくてはならない。敗戦により受ける刑罰は致し方ないが、その程度が問題である。致命的条件を課せられないことが必要であり、従って国力が全然消耗されない間に終戦を必要と考えた」と記している。
1945年（昭和20年）4月、東郷は終戦内閣である鈴木貫太郎内閣の外務大臣に就任する。「戦争の見透かしはあなたの考え通りで結構であるし、外交は凡てあなたの考えで動かしてほしいとの話であった」という鈴木貫太郎首相の言葉を受けて入閣した東郷は、昭和天皇の意を受け終戦交渉を探った。当時、ヨーロッパでは既にドイツの敗北が必至の情勢まで悪化しており、アメリカが太平洋戦争へ戦力をさらに投入してくることや、ソ連が攻めてくる可能性があるなどの状況となっていたにもかかわらず、陸軍を中心に本土決戦が叫ばれ、事態は猶予のない状態になっていた。

#### 対ソ交渉
東郷は和平に向けた意見交換の場を設けるため、総理大臣・外務大臣・陸海軍の大臣および統帥の長（参謀総長・軍令部総長）の6人による会合を開くことを他の5人に提案する。当時、最高意思決定機関としては、この6人に加えて次官級が出席する最高戦争指導会議があったが、この席では軍の佐官級参謀が作成起案した強硬な原案を審議することが多く、それを追認する形になりがちであった。東郷はトップが下からの圧力を受けずに腹蔵なく懇談できる会議を求めたのである。他の5人もこれに賛同し、内容は一切口外しない条件で、最高戦争指導会議構成員会合として開かれることになった。
1945年5月のドイツ敗戦後、日本国内ではソ連を通じた「無条件降伏ではない和平」の仲介を求める動きが起きる。5月中旬に開かれた最初の最高戦争指導会議構成員会合で、陸軍参謀総長の梅津美治郎が、ドイツの敗戦後、日本とは中立状態にあったソ連が極東に大兵力を移動しはじめていることを指摘し、ソ連の参戦を防止するための対ソ交渉の必要性が議題になった。そこで東郷は、ソ連を仲介して和平交渉を探るという方策を提案した。これに対し陸軍大臣の阿南惟幾は、日本は負けたわけではないので和平交渉よりもソ連の参戦防止を主目的とした対ソ交渉とすべきだとして東郷の見解に反対する。結局、米内光政海軍大臣が間に入り、まずソ連の参戦防止と好意的中立の獲得を第一目的とし、和平交渉はソ連の側の様子をみておこなうという方針が決定された。この会議では、ソ連の参戦防止のため、代償として樺太の返還、漁業権の譲渡、南満州の中立化などを容認することで一致した。
この決定を受けて東郷は、ソ連通の広田弘毅元総理を、疎開先の箱根に滞在していたマリク駐日ソ連大使のもとに派遣し、ソ連の意向をさぐることにした。マリクと広田は旧知の間柄であった。しかし2度の会談ではお互いが自らの意見は明確にせず、相手の具体的要求を探る形に終始した。マリクにはソ連の対日参戦の意向は知らされていなかったが、モロトフ外相に対する会談の報告には「具体的な要求を受け取らない限りいかなる発言もできないと回答するつもりだ」と記した。これに対してモロトフはこの立場を支持し、今後は広田からの要請でのみ会談をおこない、一般的な問題提起しかなければその報告は外交クーリエ便だけにとどめよと訓令した。その後、広田とマリクは2度の会談をおこない、6月29日の最後の会談では日本の撤兵を含む満州国の中立化・ソ連の石油と日本の漁業権との交換・その他ソ連の望む条件についての議論の用意を条件として挙げたが、成果をあげることなく終わった。モスクワにあってソ連の動向を探っていたソ連大使の佐藤尚武はソ連を仲介とした和平交渉の斡旋を求める東郷の訓令に反対する意見を具申したが、東郷の受け入れるところとはならなかった。
この最高戦争指導会議構成員会合の対ソ交渉の決定により、それまでスウェーデン、スイス、バチカンなどでおこなわれていた陸海軍・外務省などの秘密ルートを通じておこなわれていた講和をめぐる交渉はすべて打ち切られることになった。ソ連大使時代に苦労をした東郷はもともとソ連外交の狡猾さを知り尽くしていたはずにもかかわらず、東郷は結果的にはソ連に期待する外交を展開してしまったわけである。これについては、ソ連大使時代から気心を通じていたモロトフ外相の心情に期待したのだという説もあるが、当時外務省で東郷に直接仕えていた加瀬俊一（としかず）が証言するように、強硬派の陸軍が、ソ連交渉だけなら（中立維持のための交渉という前提で）目をつぶるというふうな態度だったため、東郷はそれに従ったのだ、というふうに解釈されるのが一般的である。また昭和天皇がソ連交渉には好意的であったことも東郷の考えに影響していた。東郷自身はポツダム宣言受諾後の8月15日に枢密院でおこなった説明の中で、米英が「無条件降伏ではない和平」「話し合いによる和平」を拒否する態度だったために話し合いに事態を導きたかったが、バチカン・スイス・スウェーデンを仲介とした交渉はほぼ確実に無条件降伏が前提になるとみられたので放棄し、ソ連への利益提供で日本の利益にかなうよう誘導して終戦に持ち込むことが得策とされたと述べている。
ソ連側の態度が不明なまま時間は推移していく中、6月22日、天皇臨席の最高戦争指導会議構成員会合の場で、参戦防止だけではなく、和平交渉をソ連に求めるという国家方針が天皇の意思により決定された。鈴木・東郷・陸海軍は近衛文麿元総理をモスクワに特使として派遣する方針を決め、7月に入り、ソ連側にそれを打診した。しかしソ連側は近々開催されるポツダム会談の準備のため忙しいということで近衛特使案の回答を先延ばしにするばかりであった。こうして7月26日のポツダム宣言に日本は直面することになる。
ポツダム宣言を知った東郷は、「1.この宣言は基本的に受諾した方がよい 2.但しソ連が宣言に参加署名していないことや内容に曖昧な点があるため、ソ連とこの宣言の関係をさぐり、ソ連との交渉と通じて曖昧な点を明らかにするべきである」という結論を出し、参内して天皇と話しあった。このとき、昭和天皇がポツダム宣言に対してどのような反応を示したかは不明確である。東郷自身のメモでは「このまま受諾するわけにはいかざるも、交渉の基礎となし得べしと思わる」と述べたという。一方、東郷の部下だった加瀬俊一（としかず）は「原則的に受諾可能と考える」と述べたと記しているが、纐纈厚はこの発言は確認不可能で、「天皇は、特に宣言に重大な関心を示さなかったという」と記述している。天皇は宣言の具体的な点についてはソ連を通じた折衝で明らかにしたいという東郷の意見に賛同し、木戸幸一との会談の後、モスクワでの交渉の結果を待つという東郷の意見を認めた。
しかし阿南陸相は東郷の見解に猛反対し、ポツダム宣言の全面拒否を主張する。またもともと和平派的立場だった鈴木首相と米内光政海軍大臣は、「この宣言を軽視しても大したことにはならない。ソ連交渉で和平を実現する」という甘い認識のもと、ポツダム宣言には曖昧な見解であった。結局、ポツダム宣言に対しては「受諾も拒否もせず、しばらく様子をみる」ということになった。しかし、アメリカの短波放送がすでに宣言の内容を広く伝えたためこれを無視できないとして、コメントなしの小ニュースとして国内には伝えることとした。だが、7月28日朝刊には「笑止」（読売新聞）「黙殺」（朝日新聞）といった表現が現れた。28日午前に東郷が欠席した大本営と政府の連絡会議では、阿南と豊田副武軍令部長・梅津美治郎参謀総長が政府によるポツダム宣言非難声明を強硬に主張、米内海相が妥協案として「宣言を無視する」という声明を出すことを提案し、これが認められた。同日、鈴木首相の会見は「三国共同声明はカイロ会談の焼直しと思ふ、政府としては何等重大な価値あるものとは思はない、ただ黙殺するのみである。われわれは戦争完遂に飽く迄も邁進するのみである」という表現で報じられた。連合国はこの日本語を「reject（拒否）」と訳した。東郷は鈴木の発言が閣議決定違反であると抗議している
こうして8月6日のアメリカの広島への原子爆弾投下、8月8日のソ連の対日参戦という絶望的な状況変化が日本に訪れることになる。

#### 終戦の実現
事態の急変を受けて、8月9日午前、最高戦争指導会議が開催された。東郷は「皇室の安泰」のみを条件としてポツダム宣言受諾をすべきと主張し、米内海相と平沼騏一郎枢密院議長がこれに賛成した。しかし阿南陸相は、皇室の安泰以外に、武装解除は日本側の手でおこなう、占領は最小限にし東京を占領対象からはずす、戦犯は日本人の手で処罰する、との4条件説を唱え、これに梅津陸軍参謀総長と豊田副武海軍軍令部総長が同意して議論は平行線になった。特に東郷・米内と阿南の間では激しい議論が続いた。「戦局は五分五分である」という阿南に対し「個々の武勇談は別としてブーゲンビル、サイパン、フィリピン、レイテ、硫黄島、沖縄、我が方は完全に負けている」と米内は反論した。また「本土決戦は勝算がある」と主張する阿南・梅津に対し「もし仮に上陸部隊の第一波を撃破できたとしても、我が方はそこで戦力が尽きるのは明白である。敵側は続いて第二波の上陸作戦を敢行するに違いない。それ以降まで我が方が勝てるという保証はまったくない」と東郷は主張した。
この会議の中、長崎に第二の原子爆弾が投下されている。会議は深夜にいたり、天皇臨席の御前会議となった。鈴木首相は議論の収集がつかない旨を天皇に進言、結論を天皇の聖断にゆだねる旨を述べた。天皇は外務大臣の案に同意であると発言、またその理由として陸海軍の本土決戦準備がまったくできていないこと、このまま戦いを続ければ日本という国がなくなってしまうことなどを述べた。こうしてポツダム宣言の受諾は決まった。その受諾案において東郷は「皇室の安泰」という内容を（国体護持を講和の絶対条件とする抗戦派への印象を和らげるため）「天皇の国法上の地位を変更する要求を包含し居らざることの了解の下」としていたのに対し、平沼の異議を受け「天皇の国家統治の大権に変更を加うるが如き要求は之を包含し居らざる了解の下」と変更が加えられた上で、天皇が受諾を決定した。
東郷は原爆投下について、スイス政府などを通じて抗議するように駐スイスの加瀬俊一（しゅんいち）公使へ指示するに促し、「大々的にプレスキャンペーンを継続し、米国の非人道的残忍行為を暴露攻撃すること、緊急の必要なり… 罪なき30万の市民の全部を挙げてこれを地獄に投ず。それは「ナチス」の残忍に数倍するものにして…」と述べた。また宣戦布告を通告してきたマリク・ソ連大使に向かって直接、中立条約に違反したソ連の国際法違反に厳重に抗議をしている。
日本の降伏に関して、天皇や皇室は終戦後の日本の混乱を収拾するために必要な存在であるとの認識は、連合国の政府に少なからず存在した。しかし「天皇の統治大権に変更を加えない」という受諾案はアメリカ首脳の間に波紋を与えた。トルーマン大統領は、ホワイトハウスで開いた会議で「天皇制を維持しながら日本の軍国主義を抹殺することができるか、条件付きの宣言受諾を考慮すべきか」と問いかけた。出席者の中でフォレスタル海軍長官やスティムソン陸軍長官、リーヒ海軍元帥は日本側回答の受諾を主張したが、外交の中心人物であるバーンズ国務長官が「なぜ日本側に妥協する必要があるのかわからない」と反論して、トルーマンがこれに賛同する。フォレスタルが「（連合国側が）降伏の条件を定義する形で日本の受諾を受け入れる」という妥協案を示し、トルーマンがこれを受け入れてバーンズに回答文の作成を命じ、天皇皇室に関しては曖昧にこれを認めるという回答文が日本側に8月12日に提示されることになった。
この「バーンズ回答」によると、天皇は「連合国最高司令官の権限に従属する (subject to)」こと、そして「天皇制度など日本政府の形態は日本国民の意思により自由に決定すること」と記されていた。これは巧みな形で天皇・皇室の維持を認めている曖昧な文章であった。阿南陸相、梅津参謀総長などはこの回答に対し、天皇皇室に関して曖昧なので連合国に再照会すべきだと強硬に主張し、ふたたび政府首脳は議論の対立に陥った。東郷と米内海相は再照会は交渉の決裂を意味するとして反論したが、当初はポツダム宣言受諾に賛成していた平沼枢密院議長が陸軍に同意するなどして事態は混乱、12日深夜、失意と疲労に満ちた東郷はいったん辞任を表明しかけてしまう。東郷の辞意に驚いた鈴木首相は再度の御前会議により事態の収拾をはかることを東郷に約束、辞意を翻させた。
しかし14日、昭和天皇が「前と同じく、私の意見は外務大臣に賛成である」という二度目の「聖断」として東郷支持を涙を流して表明したことにより、陸軍の強硬派もようやく折れ、ポツダム宣言受諾を迎えた。阿南は終戦の手続きに署名したのち論敵だった東郷を訪れ、「激論を繰り返しましたが、陸軍大臣としての職責からです。色々とお世話になりました」とにこやかに礼を述べ、東郷も「無事に終わって本当によかったです」と阿南に礼を述べた。あらゆる意味で几帳面な東郷は宣言受諾に際し、連合軍先方に、日本陸軍の武装解除は最大限名誉ある形にしてもらいたいと厳重に注意通告し、阿南はそのことを東郷に感謝していると述べて立ち去った。阿南は鈴木首相にも別れを告げたのち、翌15日未明「一死ヲ以ッテ大罪ヲ謝シ奉ル。神州不滅ヲ確信シツツ」の遺書を残して割腹。人前で涙など見せたことのない東郷だが、阿南自決の報に「そうか、腹を切ったか。阿南というのは本当にいい男だったな」と落涙した。

### 極東国際軍事裁判
戦争終結後、東郷は東久邇宮内閣に外相として留任するよう要請されたが、「戦犯に問われれば、新内閣に迷惑がかかる」として依頼を断り、妻と娘のいる軽井沢の別荘に隠遁した。
9月11日に東條元首相とともに真っ先に訴追対象者として名前が挙げられる。海外記者との取材会見において、東郷は、自身が8月9日の会議で終戦の決定を勝ち取った、東條内閣には日米懸案の解決に努力するという条件で外相を引受けたのだと語り、東郷が開戦に賛同したことを知る海外記者らから「戦争中に意見を変えたのか」と問われ、自身はあくまで一貫して対英米開戦反対論者であったとした。東郷自身の主張によれば、ハル・ノートを見て開戦に舵を変えたのは、単なる自己保身の為ではなく、内閣に残ることで開戦しても早期停戦を目指した為だとする。連合軍総司令部から逮捕命令が出るが、病気により拘束は免れ回復後の9月末に出頭、取調べを受ける。終戦の翌年の1946年4月17日戦犯として裁判対象となることが確定、29日起訴、5月1日に巣鴨拘置所に拘置されて、同月3日には極東国際軍事裁判が開廷された。最終的には対英米蘭の戦争に限らず侵略戦争全体の共同謀議及び対中国を含む戦争遂行の責任並びに通例の戦争犯罪及びその防止怠慢の責任で連合国側から訴追される形となった。
弁護人には同じ鹿児島県出身であり、最初の外務大臣時代の外務次官だった西春彦（後の駐英大使）と、アメリカ人弁護団唯一の日系人であるジョージ山岡らが付き、娘婿の東郷文彦が事務を担当した。
裁判は1947年（昭和22年）12月15日に東郷の個人反証に入った。この日「電光影裏、春風を斬る」とその心境を色紙にしたためて臨んでいる。検事側と東郷・弁護人らの激しい応酬が繰り広げられた。東郷は、開戦論を主張したのは東條英機首相、嶋田繁太郎海相、鈴木貞一企画院総裁の3人だとした。さらに、特に巣鴨拘置所での嶋田繁太郎元海軍大臣とのやり取り（開戦の時の証言で「摺り合せを要求された」と東郷が受け取った件）について紛糾して当時の話題となった。開戦時及び終戦時に外相の地位にあった東郷は、対米開戦の際海軍は無通告攻撃を主張したが「余は烈しく闘った後、海軍側の要求を国際法の要求する究極の限界まで食い止めることに成功した。余は余の責任をいささかも回避するものではないが、同時に他の人々がその責任を余に押し付けんとしても、これに伏そうとするものではない。」と、如何に軍国主義者と対立してきたかを、口述書に述べた。これに対して、永野修身の担当弁護人のジョン・ブラナンが、皆が無通告攻撃の主張については知らないと言っていると追究、対して東郷は「私はこれらの人々の記憶力を信頼しない。現にあれほど重大な11月5日の御前会議（対米交渉で要求が通らない場合は12月初めに開戦することを決定した会議）のことを私が言うまで忘れていたではないか」と返した。また、ブラナンは海軍が無通告攻撃を主張した証拠があるのか、と東郷に質問した。すると、「裁判が開廷してから、嶋田と永野から、海軍が奇襲をしたがっていたことは言わないでくれ、いえばためにならない」と脅迫を受けたと暴露した。マスコミは、裁判開始後、これを初めての重大な対立と捉え、高橋弁護人（嶋田の弁護人）が「これで何もかも吹き飛んだ」と茫然としていたことを一部マスコミは報道している。この発言について嶋田は、翌1月の証言台において、語った事実は認めたもののそれは文字通り東郷の身を心配したもので「よほど彼の心中にやましいところがなければ、私の言ったことを脅迫ととるはずかない。すなわち彼の心の中にはよほどやましいところがある。と言うのが一つの解釈。」また「まことに言いにくい事ではありますけども、彼は外交的手段を使った。すなわち、イカのスミを出して逃げる方法を使ったと。すなわち言葉を変えれば、非常に困って、いよいよ自分の抜け道を探すためにとんでもない、普通使えないような『脅迫』という言葉を使って逃げたと。」と反論した。マスコミはこれをイカスミ論争と囃したてた。東郷個人としては、昭和において自分が体験・経験した事を全て公にする事によって日本、そして自分自身の行動が連合国側の指摘するような「平和に対する罪」に該当する事を否定する事を主眼においており、もともと決して悪意あるものではなかったが、被告人の間でも見解が異なる事も決して少なくなく、嶋田の弁護人だった法制史学者の瀧川政次郎を始め、被告人・弁護人達の批判の対象となった。
それ以外にも、木戸幸一が天皇が和平を望む発言をしたことを自分に伝えなかったこと、梅津美治郎が前述の通り本土決戦を主張し、和平を拒み続けたことも述べた。特に梅津とは声を荒らげてやり合う場面も見せ、木戸に対しても、木戸の担当弁護人のウィリアム・ローガンが尋問を開始しても発言を止めず、しびれを切らしたローガンが「貴方は木戸を好かないのでしょう」と言う場面もあった。
このように、結果的には自分の立場のみを正当化する主張に終始したと見られたことを、重光葵は「罪せむと 罵るものあり 逃れむと 焦る人あり 愚かなるもの」と、歌に詠んで批判している。
1948年（昭和23年）11月4日、裁判所は東郷の行為を「欧亜局長時代から戦争への共同謀議に参画して、外交交渉の面で戦争開始を助けて欺瞞工作を行って、開戦後も職に留まって戦争遂行に尽力した」と認定して有罪とし、禁錮20年の判決を下された。
東郷は後に「法の遡及」を行い、「私には罪がある。戦争を防げなかった罪だ。しかし東京裁判であげつらった罪は何も犯してはいない。戦争が罪と言うならイギリスのインド併合、アメリカのハワイ併合の罪も裁け」と、東京裁判を「敗戦国を戦勝国が裁く復讐・見せしめ」とこの裁判を強く批判する一方で、国際社会が法的枠組みによって戦争を回避する仕組みの必要性があり、新しい日本国憲法第9条がその流れに結びつく第一歩になることへの期待を吐露している。だが、1960年（昭和35年）の日米安全保障条約改訂において、憲法第9条の精神を尊重することを重視して軍事的な同盟では平和がもたらされないと考える西春彦や石黒忠篤（東郷の親友、当時参議院議員）らと交渉の担当課長として日本の平和と安全のためには条約改訂は欠かせないとする東郷文彦らが激しく対立して、後に文彦が著書で暗に西を非難するという、東郷の遺志を継ぎたいと願う人達が対立するという事態も発生している。
東郷は以前から文明史の書を執筆して戦争がいかにして発生するのかを解明したいという考えを抱いていたが、心臓病の悪化と獄中生活のためにこれを断念し、替わりに後日の文明史家に資するために自己の外交官生活に関わる回想録の執筆を獄中で行い、『時代の一面』と命名する。だが、原稿がほぼ完成したところで病状が悪化、転院先の米陸軍第361病院（現同愛記念病院）で病死した。享年69（満67歳没）。

## 評価
東郷茂徳は平和主義者・和平派であると知られているが、親ソ派であった東郷が採ったソ連を仲介者とする和平工作は愚策との厳しい意見もある。東郷はソ連がヤルタ会談で対日参戦の密約を米英と結んでいた事を知る由もなく、広田弘毅元首相によるマリク駐日ソ連大使との交渉に賭けたが、会談は6月3日の開始からもたつき、7月14日に中断するまで成果はなかった。
この事について駐ソ大使だった佐藤尚武は、戦後に「貴重な一カ月を空費した事は承服できない」と語っている。7月26日に発表されたポツダム宣言について、東郷が宣言は拒絶せず、少なくともソ連から返事が来るまで回答を延ばすように待つという意見を述べ、それが採用された。結果として対応が遅れ、連合国からは黙殺したと見なされ、2発の原爆投下とソ連の対日参戦を招いた。ただし、アメリカ海軍元帥で大統領主席補佐官であったウィリアム・リーヒは、トルーマンがソ連を介した和平交渉を意図的に無視したと非難している。
簡潔に言えば、東郷は小磯内閣で重光葵外相が進めた、スウェーデンを仲介者とする和平工作を打ち切り、同国政府の和平仲介中止を指令し、仮想敵国で対日参戦を伺っているソ連を仲介に選び、ポツダム宣言発表後もこれに固執し続けた。しかし、ソ連としてはヤルタ会談の密約がある以上、当然この和平仲介を受け入れる訳もなく、8月9日の対日宣戦布告により和平工作は全て水の泡となった。
東郷自身は、戦後に記した回想『時代の一面』の中で、アメリカからの仄聞として「ジョセフ・グルーらが作成した対日講和宣言案がポツダムに携行されたところに、ソ連側から日本に講和の意思ありと伝えられたため、準備した案がポツダム宣言として出された」とし、「それなら天皇の大御心はソ連首脳に通じただけではなく、連合国首脳に伝達されてポツダム宣言という＂有条件の講和＂に導き得たといえるのだから、あのときの（ソ連に対する）申し入れは結果として大体において功を奏したといって差し支えないだろう」と弁明している。
しかし、実際にはアメリカ側はソ連から知らされるよりも先に、東郷と佐藤駐ソ大使の間で交わされた外交電報の傍受解読によって、日本がソ連を仲介とした和平交渉に乗り出したことを察知していた。
ただし、ソ連の仲介によって「無条件降伏」ではないよりよい条件の講和を得られるのではないかという期待は、東郷個人にとどまらず、鈴木や米内、木戸や昭和天皇自身も含めた政府の「和平派」に共通したものであったという見解も存在する。
長谷川毅は「まさにモスクワの斡旋は日本の為政者にとって、苛酷な現実から逃避する阿片であった」「天皇制の維持についてより有利な条件を引き出そうとする欲張った期待がモスクワへの道という誘惑に彼ら（引用者注・和平派）を誘ったのである」と記している。

## 年譜

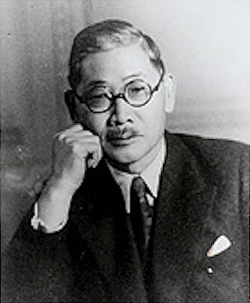

- 1882年（明治15年） 鹿児島県日置郡苗代川村（後の下伊集院村大字苗代川、現在の日置市東市来町美山）で、陶工・朴寿勝の長男「朴茂德」として生まれる（誕生日は12月20日、12月10日、10月25日など諸説あるが、戸籍上は12月10日）。
- 1886年（明治19年） 父・朴寿勝が鹿児島城下士の東郷某の士族株を購入し、「東郷」姓を名乗る。
- 1888年（明治21年） 下伊集院村立下伊集院尋常高等小学校（後の美山小学校）へ入学。
- 1896年（明治29年） 鹿児島県尋常中学校（後の鹿児島県立鶴丸高等学校）へ入学。
- 1901年（明治34年） 第七高等学校造士館（鹿児島大学の前身）へ入学。
- 1904年（明治37年） 東京帝国大学文科大学独逸文学科に入学。
- 1908年（明治41年） 東京帝国大学を卒業。
- 1909年（明治42年） 明治大学でドイツ語教師として勤務。
- 1912年（大正元年） 外交官及び領事官試験に3度目の挑戦で合格。
- 1913年（大正2年） 奉天総領事館領事官補。
- 1916年（大正5年） スイス・ベルン公使館開設に伴い、外交官補として赴任。
- 1919年（大正8年） 対独視察団の一員としてベルリンへ赴任。
- 1921年（大正10年） 日本へ帰国、外務省欧米局一課事務官。
- 1922年（大正11年） エディ・ド・ラランド（東郷エヂ＝東郷茂徳夫人、ユダヤ系ドイツ人）と結婚。
- 1923年（大正12年） 外務省欧米局一課課長。主に対ソ交渉を担当。長女いせ誕生。
- 1926年（大正15年） 在米大使館主席書記官としてワシントンへ赴任。
- 1929年（昭和4年） 日本へ帰国後、満洲へ出張、その後ドイツ大使館参事官として赴任。
- 1932年（昭和7年） 一般軍縮会議（英語版）日本代表部事務総長としてジュネーヴへ。
- 1933年（昭和8年） 帰国、外務省欧米局長に就任（この年交通事故で全治1ヶ月の重傷を負う）。
- 1935年（昭和10年） 北満鉄道をソ連から譲渡。
- 1937年（昭和12年） 駐独大使としてベルリンへ赴任。
- 1938年（昭和13年） 駐独大使館付陸軍武官大島浩が駐独大使に新たに任命され、駐独大使罷免。重光葵の後任駐ソ大使として、モスクワへ赴任。
- 1940年（昭和15年） ノモンハン事件勃発後の捕虜交換、国境確定交渉を締結。ヴャチェスラフ・モロトフソビエト外相と日ソ中立条約の交渉を開始。松岡洋右外務大臣より帰朝命令が出され、帰国。
- 1941年（昭和16年） 東條内閣の外務大臣に就任。日米交渉決裂し、太平洋戦争開戦。日独伊単独不講和協定、日泰攻守同盟条約締結。
- 1942年（昭和17年） 大東亜省設置に反対し、外務大臣を辞任。貴族院議員に勅選される（1942年9月1日 - 1946年4月13日）。
  - 12月24日、院内会派・無所属倶楽部に入会。
- 1943年（昭和18年） 長女いせと本城文彦が結婚、本城文彦が東郷家に入籍し東郷文彦となる。文彦は戦後外務事務次官や駐米大使を歴任する。
- 1945年（昭和20年） 鈴木貫太郎内閣の外務大臣兼大東亜大臣に就任。ポツダム宣言受諾により鈴木内閣が総辞職し、外務大臣を辞任。
- 1946年（昭和21年） 開戦時の外相だったために、A級戦犯として指定され、巣鴨拘置所へ入獄。
- 1948年（昭和23年） 極東国際軍事裁判により、禁錮20年の判決が下る。
- 1950年（昭和25年） 黄疸により米陸軍第361病院（現同愛記念病院）に入院。
  - 7月23日、動脈硬化性心疾患、及び急性胆嚢炎の併発により死去。67歳。墓所は青山霊園。
- 1978年（昭和53年）10月17日、「昭和殉難者」として靖国神社に合祀。

## 栄典
位階
- 1913年（大正2年）1月30日 - 従七位[54]
- 1917年（大正6年）1月31日 - 正七位[54]
- 1919年（大正8年）8月11日 - 従六位[54]
- 1922年（大正11年）1月20日 - 正六位[54]
- 1924年（大正13年）2月15日 - 従五位[54]
- 1929年（昭和4年）7月15日 - 正五位[54]
- 1934年（昭和9年）7月16日 - 従四位[54]
- 1937年（昭和12年）11月15日 - 正四位[54]
- 1940年（昭和15年）12月2日 - 従三位[54][55]
- 1942年（昭和17年）9月29日 - 正三位[54]

勲章等
- 1916年（大正5年）4月1日 - 勲六等瑞宝章[54]
- 1920年（大正9年）9月7日 - 勲五等双光旭日章[54][56]
- 1926年（大正15年）2月10日 - 勲四等旭日小綬章[54][57]
- 1931年（昭和6年）11月7日 - 勲三等瑞宝章[54]
- 1934年（昭和9年）4月29日 - 勲二等瑞宝章[54]
- 1938年（昭和13年）11月2日 - 旭日重光章[54]
- 1940年（昭和15年）
  - 4月29日 -  勲一等旭日大綬章[54]
  - 8月15日 - 紀元二千六百年祝典記念章[58]
- 1941年（昭和16年）5月9日 -  勲一等瑞宝章[54][59]

外国勲章佩用允許
- 1938年（昭和13年）4月6日 -  ドイツ国：ドイツ鷲勲章大十字章[60]
- 1939年（昭和14年）2月20日 - イタリア王国：王冠勲章グランクロア[61]
- 1942年（昭和17年）2月9日 -  タイ王国：白象第一等勲章[62]
- 1943年（昭和18年）4月6日 - イタリア王国：聖マウリッツィオ・ラザロ勲章大十字騎士大綬章[63]

## 家族

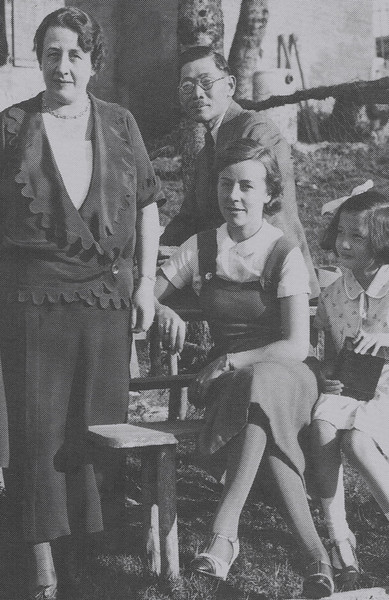
左から妻のエディータ、東郷茂徳、妻の連れ子・ウルスラ、エディータとの実子・東郷いせ。1932年頃。ジュネーブにて

- 妻はドイツ人のエディータ（Editha Giesecke, 婚約後に「東郷エヂ」と改名、1887-1967）。ユダヤ人女性Anna Gieseckeとドイツ貴族の私生児として生まれたが、父は去り、出生まもなく母も自殺したため、母の妹夫婦の養女となり、養父のPitschke姓を名乗る[64]。露清銀行に勤めていた養父の日本支店転任に伴い15歳で来日したが、養父が急死したため養母が神戸で民宿を闇営業して糊口をしのいだ[64]。17歳のとき、滞日中だった16歳年上のユダヤ人建築家ゲオルグ・デ・ラランデに見初められ、1905年に結婚[64]。このとき嫉妬した養母がエディの出生の秘密を口外したという[64]。5人の子をもうけたが9年後夫と死別し帰国[65][64]。子供たちを施設などに預けて働き始めたが、恋仲となった東郷がベルリンに家を借り子供を呼び寄せ同棲。その後、子らを寄宿学校や他家に預けて単身日本に向かい、1922年に東郷と結婚する[64]。
- エディとの間に一人娘いせ（1923-1997）。著書に『色無（いろなき）花火―東郷茂徳の娘が語る「昭和」の記憶』（六興出版、1991）がある。
- 外務事務次官・在アメリカ日本大使を務めた東郷文彦（旧姓・本城文彦）は女婿。
- 元ワシントン・ポスト記者の東郷茂彦と元オランダ大使・外務省欧亜局長（のち京都産業大学教授）の東郷和彦（1945-）は双子の孫。

## 系譜
|  |  |  |  |  |  |             |             |             |             |             |             |      |      |      |      |      |      | 朴寿勝        |               |               |               |               |               |  |  |  |  |
|  |  |  |  |  |  |             |             |             |             |             |             |      |      |      |      |      |      |               |               |               |               |               |               |  |  |  |  |
|  |  |  |  |  |  |             |             |             |             | エヂ        | エヂ        | エヂ | エヂ | エヂ | エヂ |      |      | (朴) 東郷茂徳 | (朴) 東郷茂徳 | (朴) 東郷茂徳 | (朴) 東郷茂徳 | (朴) 東郷茂徳 | (朴) 東郷茂徳 |  |  |  |  |
|  |  |  |  |  |  |             |             |             |             | エヂ        | エヂ        | エヂ | エヂ | エヂ | エヂ |      |      | (朴) 東郷茂徳 | (朴) 東郷茂徳 | (朴) 東郷茂徳 | (朴) 東郷茂徳 | (朴) 東郷茂徳 | (朴) 東郷茂徳 |  |  |  |  |
|  |  |  |  |  |  |             |             |             |             |             |             |      |      |      |      |      |      |               |               |               |               |               |               |  |  |  |  |
|  |  |  |  |  |  | (本城) 文彦 | (本城) 文彦 | (本城) 文彦 | (本城) 文彦 | (本城) 文彦 | (本城) 文彦 |      |      | いせ | いせ | いせ | いせ | いせ          | いせ          |               |               |               |               |  |  |  |  |
|  |  |  |  |  |  | (本城) 文彦 | (本城) 文彦 | (本城) 文彦 | (本城) 文彦 | (本城) 文彦 | (本城) 文彦 |      |      | いせ | いせ | いせ | いせ | いせ          | いせ          |               |               |               |               |  |  |  |  |
|  |  |  |  |  |  |             |             |             |             |             |             |      |      |      |      |      |      |               |               |               |               |               |               |  |  |  |  |
|  |  |  |  |  |  |             |             |             |             |             |             |      |      |      |      |      |      |               |               |               |               |               |               |  |  |  |  |
|  |  |  |  |  |  | 茂彦        | 茂彦        | 茂彦        | 茂彦        | 茂彦        | 茂彦        |      |      | 和彦 | 和彦 | 和彦 | 和彦 | 和彦          | 和彦          |               |               |               |               |  |  |  |  |

## 著作
- 東郷茂徳 『時代の一面 大戦外交の手記』（改造社、1952年）
  - 原書房（初版1967年、新装版1978年、1989年、普及版2005年 ほか）ISBN 456-2020199
  - 中公文庫（1989年7月、改版2021年7月、解説東郷茂彦）ISBN 412-2070902
  - 英訳版 The Cause of Japan （ISBN 0-837194-32-6）
  - 独訳版 Japan im Zweiten Weltkrieg
  - 露訳版  Воспоминания японского дипломата（Новина、1996、ボリス・スラヴィンスキー訳、ISBN 589036054X、OCLC No 1020887271）